# Peter Bishop
Peter C. Bishop (* 20. prosince 1944) je americký futurolog a sociolog.

## Vzdělání a rodina
Studoval filozofii na St. Louis University. V roce 2004 získal doktorát ze sociologie na Michiganské státní univerzitě. Studoval také matematiku a fyziku. Bydlí v Houstonu v Texasu v USA. Je ženatý a má dvě děti.

## Průkopník výuky futurologie
Od roku 1982 vyučoval futurologii (futures studies) na University of Houston – Clear Lake. Od roku 2005 až do roku 2013 vyučoval futurologii na University of Houston. Patří mezi průkopníky profesionální výuky futurologie. Věnuje se také výuce strategického předvídání – Strategic Foresight.

## Poradenské aktivity
Je prezidentem společnosti Strategic Foresight and Development. Mezi jeho klienty patří řada společností i veřejných organizací.

## Futurologické aktivity
Je participantem a členem plánovacího výboru největšího futurologického projektu světa The Millennium Project. Pravidelně vystupuje na výročních konferencích World Future Society. V roce 2005 přednášel v Praze na druhé konferenci o metodologii studií budoucnosti (futures studies), kterou pod názvem The Second Prague Workshop on Futures Studies Methodology, uspořádalo Centrum pro sociální a ekonomické strategie (CESES) Fakulty sociálních věd Univerzity Karlovy v Praze ve spolupráci s Občanskou futurologickou společností OFS.

## Dílo
Publikoval knihy
- Teaching About the Future. Guidelines for Strategic Foresight (spolueditor) (2007)
- Teaching About the Future. The Basics of Foresight Education (spoluautor) (2012)

### Knihy
- Bishop, Peter C., Hines, Andy (editors): Teaching About the Future. Guidelines for Strategic Foresight. Social Technologies, LLC, Washington, DC, 2007, ISBN 978-0978931704, 253 str.
- Bishop, Peter C., Hines, Andy: Teaching About the Future. The Basics of Foresight Education. Palgrave Macmillan, New York, New York, 2012, ISBN 978-0230363496, 328 str.

### Články
- Bishop, Peter C.: An Itroduction to Visioning: Part I. Actuarial Futures. June 1996
- Bishop, Peter C.: An Itroduction to Visioning: Part II. Actuarial Futures. January 1998
- Bishop, Peter: Thinking Like a Futurist. 15 Questions to Stretch Your Mind. The futurista June - July 1998
- Bishop, Peter: Framework Forecasting. Managing Uncertainty and Influencing the Future. In: Potůček, Martin, Slintáková, Barbora (editors): The Second Prague Workshop on Futures Studies Methodology. CESES FSV UK, Praha, 2005, ISSN 1801-1659, 188 str., Str. 94-109